# Manipulation (film)
Manipulation är en animerad kortfilm från 1991 skapad av Daniel Greaves. Filmen vann en Oscar för bästa animerade kortfilm 1992.